# Aeletes mohihiensis
Aeletes mohihiensis är en skalbaggsart som beskrevs av Yélamos 1998. Aeletes mohihiensis ingår i släktet Aeletes och familjen stumpbaggar. Inga underarter finns listade i Catalogue of Life.